# 肯尼思·麦肯齐
小肯尼思·富兰克林·“弗兰克”·麦肯齐（英語：Kenneth Franklin "Frank" McKenzie Jr.；1957年—），是美国海军陆战队四星上将，曾任美国中央司令部第13任司令，于2019年3月28日上任。 麦肯齐之前担任联合参谋部主任。

## 生活教育
小肯尼思·麦肯齐出生于阿拉巴马州伯明翰，1979年毕业于南卡罗来纳军事学院，也称为色岱爾軍校，通过预备军官训练团加入海军陆战队，麦肯齐也获得了美国国防大学的历史学硕士学位，同时也是国家战略研究的高级军事研究员，并且是海军陆战队指挥参谋学院的优秀毕业生。

## 军事生涯

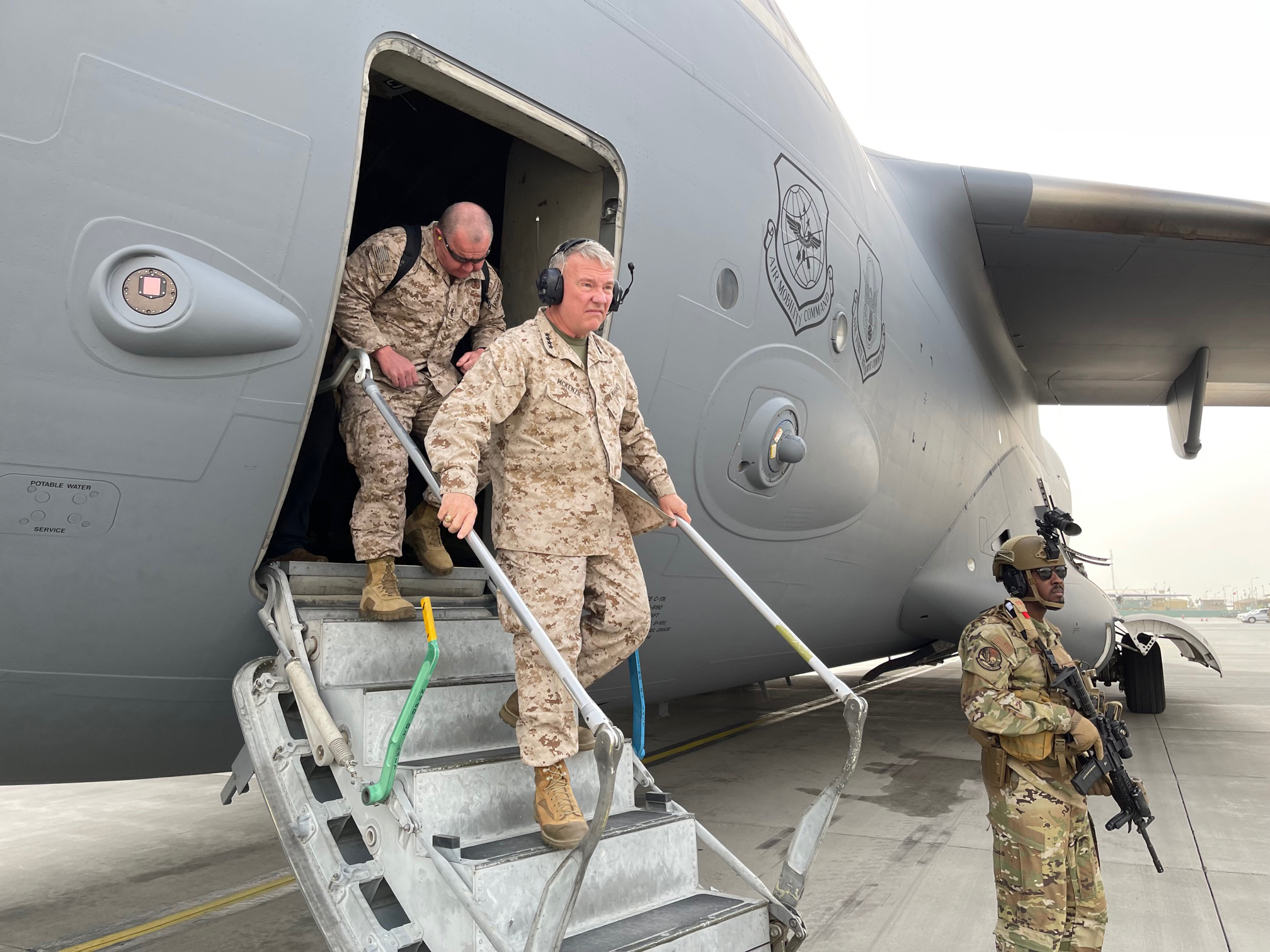
肯尼思·麦肯齐

小麦肯齐是陆战队步兵军官，当过排长、连长，中校时曾担任陆战队第6团第1营营长，上校时担任陆战队第22远征独立团团长，并部署到伊拉克和阿富汗前线作战， 之后，小麦肯齐为两任海军陆战队司令担任军事助理，分别是第33任迈克尔·哈吉和第34任詹姆斯·康威。
2007年7月，小麦肯齐晋升准将，在联合参谋部担任国家军事指挥中心副作战主任；2008年6年，小麦肯齐被时任参谋长联席会议主席迈克尔·马伦上将选调为主席的新政府交接团队负责人；2009年6月，小麦肯齐被调往驻阿富汗国际维和部队，担任负责维稳的副参谋长，服务时任司令斯坦利·麦克里斯特尔；2010年7月，小麦肯齐调到中央司令部，担任战略规划与政策主任，服务时任司令也是后来的国防部长詹姆斯·马蒂斯；2012年8月，小麦肯齐回到五角大楼，在陆战队总部工作，服务时任陆战队司令詹姆斯·阿莫斯，担任年度国防报告的陆战队代表；2014年6月，小麦肯齐晋升中将，担任陆战队中央司令部司令；2015年11月，小麦肯齐再次到五角大楼，在联合参谋部担任战略规划与政策部长，服役参谋长联席会议主席约瑟夫·邓福德上将，2017年7月，担任联合参谋部主任。